# HD 123569
HD 123569，又名CP-52 7028，SAO 241496、HR 5297，是一颗恒星，视星等为4.75，位于銀經314.58，銀緯7.65，其B1900.0坐标为赤經14h 3m 15.3s，赤緯-52° 7.65′ 45″。